# Onthophagus phuquoci
Onthophagus phuquoci là một loài bọ cánh cứng trong họ Bọ hung (Scarabaeidae).